# Blepharis maderaspatensis
Blepharis maderaspatensis är en akantusväxtart som först beskrevs av Carl von Linné och som fick sitt nu gällande namn av Benjamin Heyne och Albrecht Wilhelm Roth.
Blepharis maderaspatensis ingår i släktet Blepharis och familjen akantusväxter. Inga underarter finns listade i Catalogue of Life.

## Bildgalleri

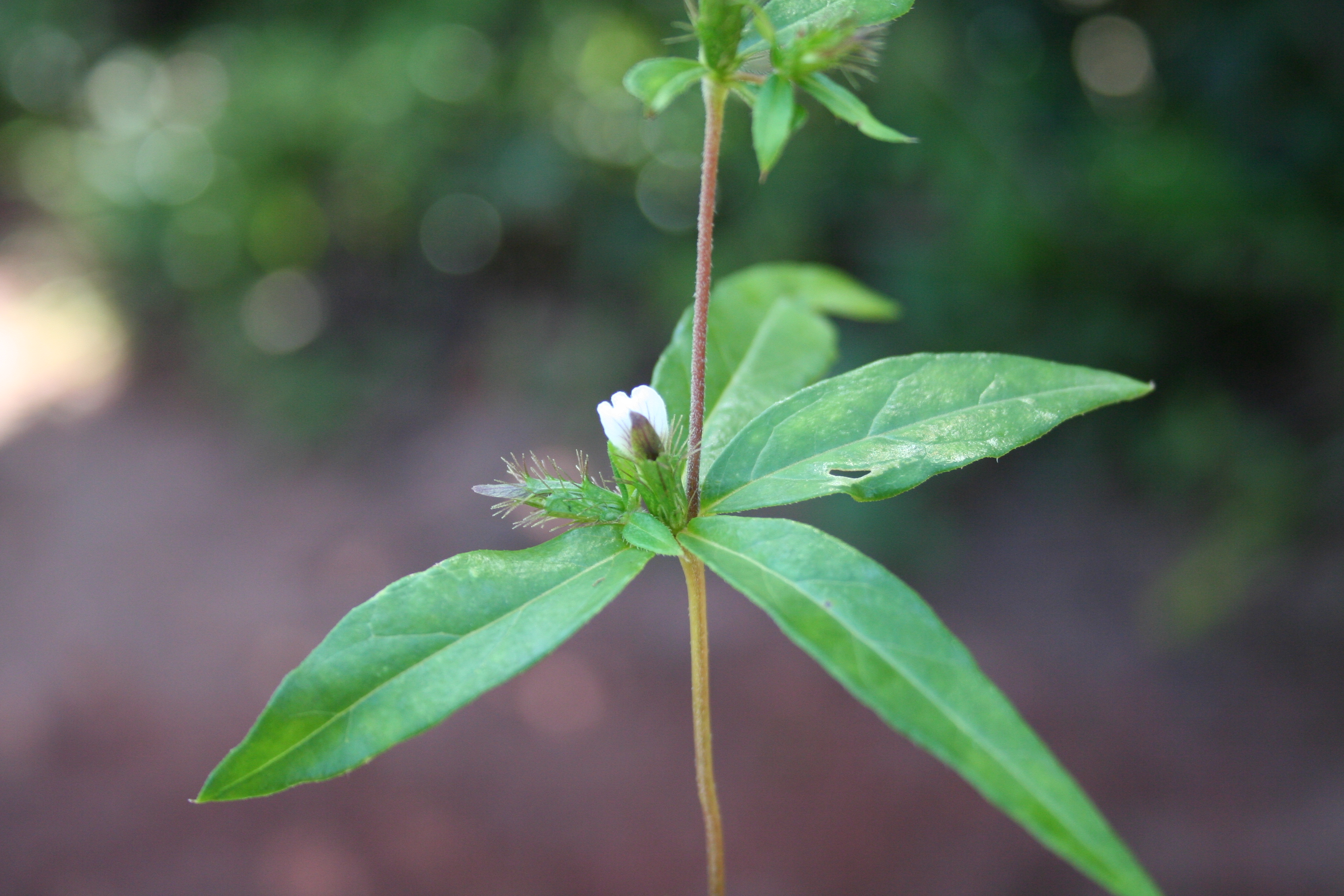
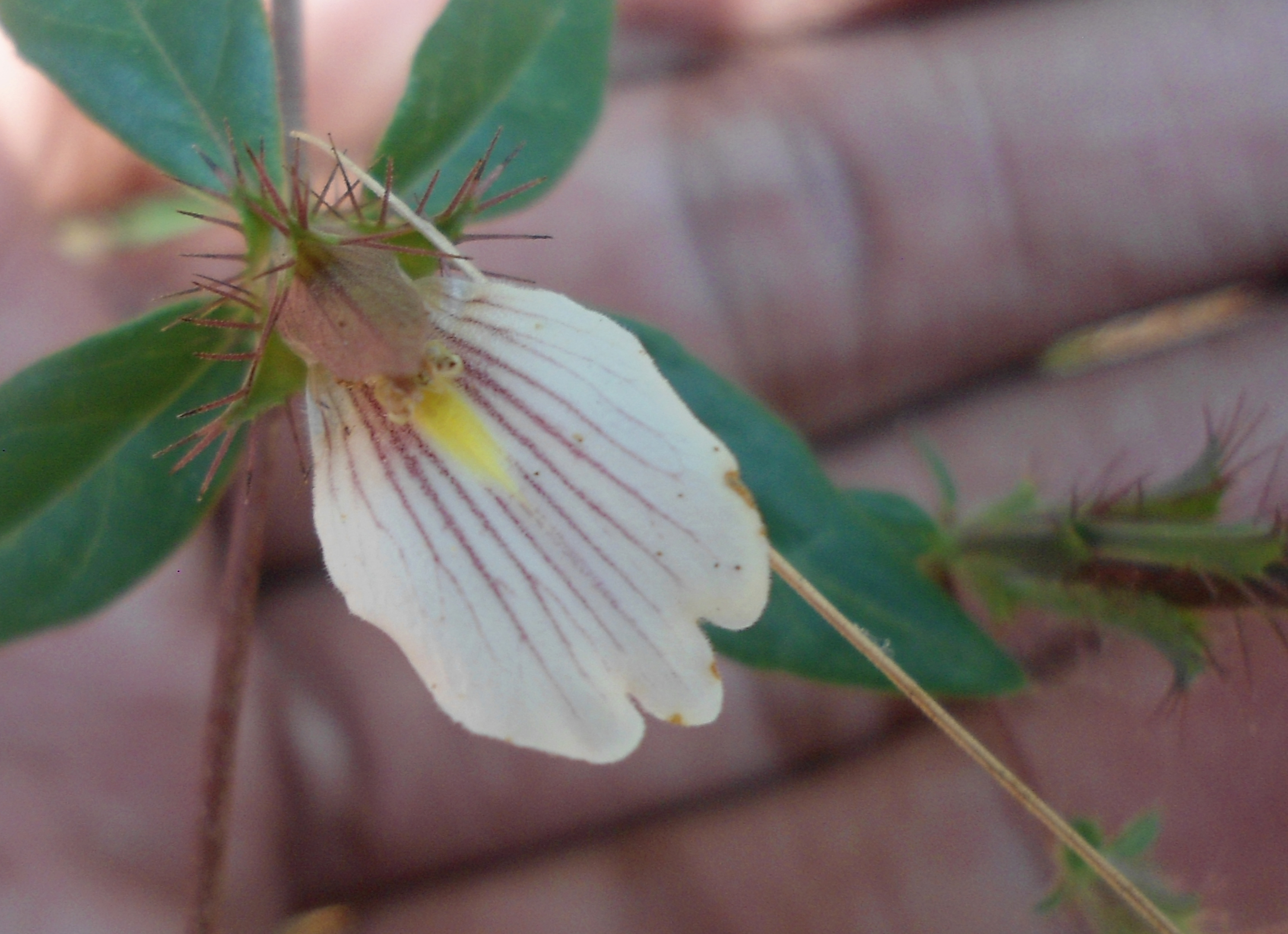
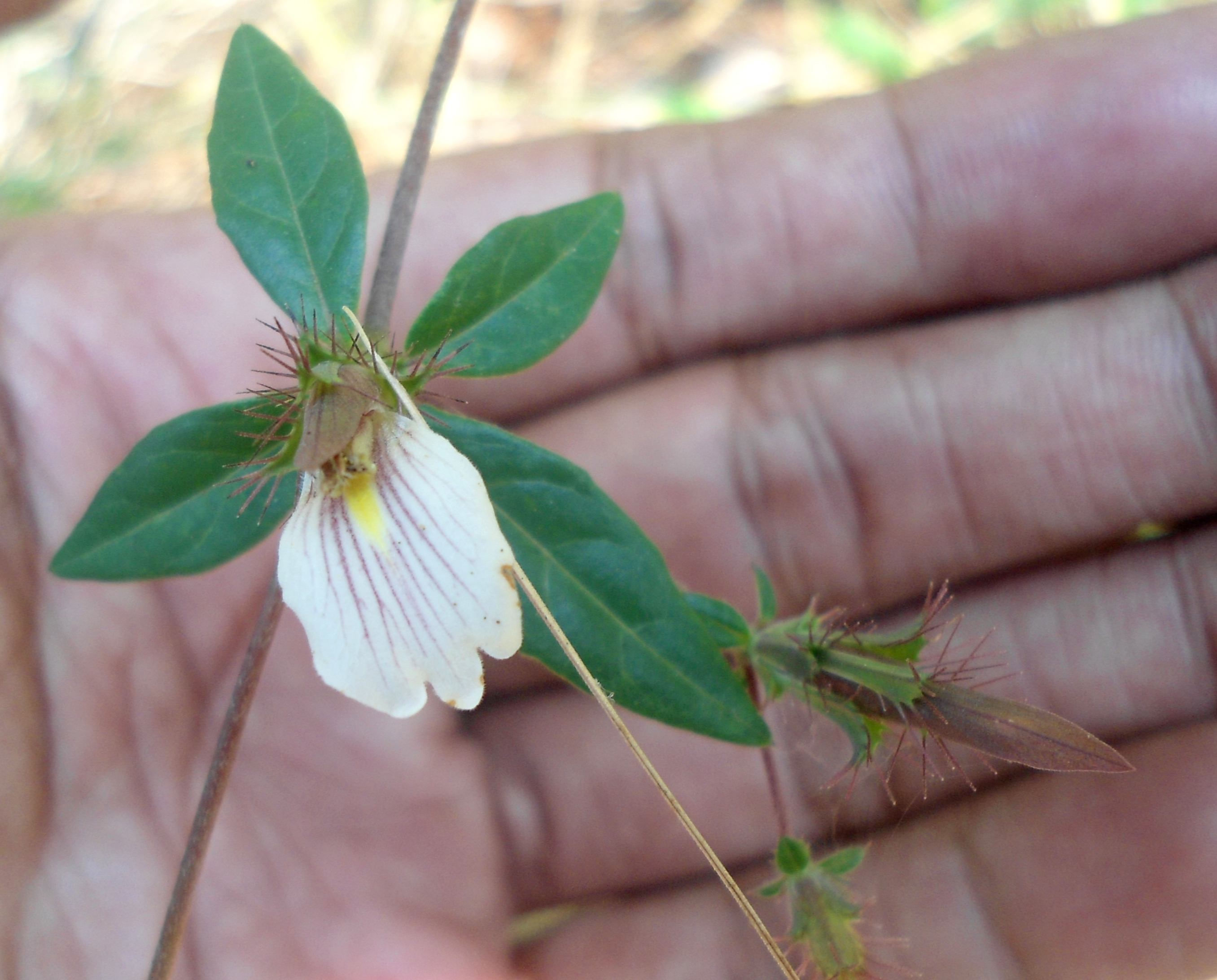
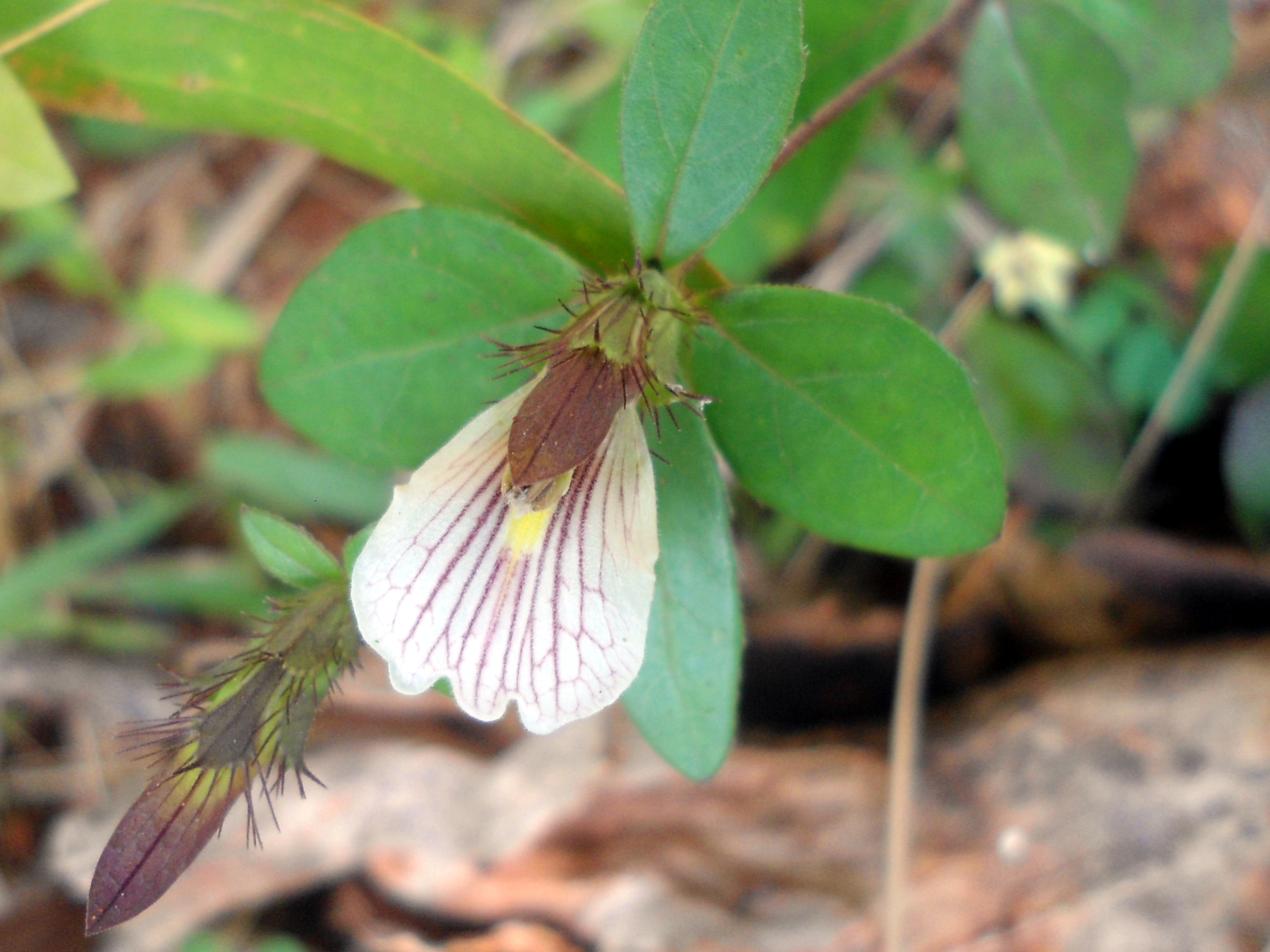